# Mariánské Lázně (nádraží)
Mariánské Lázně jsou hlavní železniční stanice ve stejnojmenném městě v okrese Cheb v Karlovarském kraji. Nádraží leží na železniční trati Plzeň–Cheb, ze které zde odbočuje trať do Karlových Varů.

## Historie
Vybudováno bylo roku 1872 a v roce 1902 prošlo přestavbou v secesním stylu. Zajížděli sem drožkaři a mezi roky 1902 a 1952 tady končily také tramvaje, jež následně (po jejich zrušení) nahradily trolejbusy.
V letech 2008–2011 prošla staniční budova rekonstrukcí včetně historické budovy. Mariánskolázeňské nádraží bylo jednou ze tří železničních stanic (Praha hlavní nádraží, Karlovy Vary dolní nádraží a Mariánské Lázně) zařazených do pilotního projektu česko-italské společnosti Grandi Stazioni, v jehož rámci měla být provedena jejich revitalizace a následná správa po dobu 30 let.

## Galerie

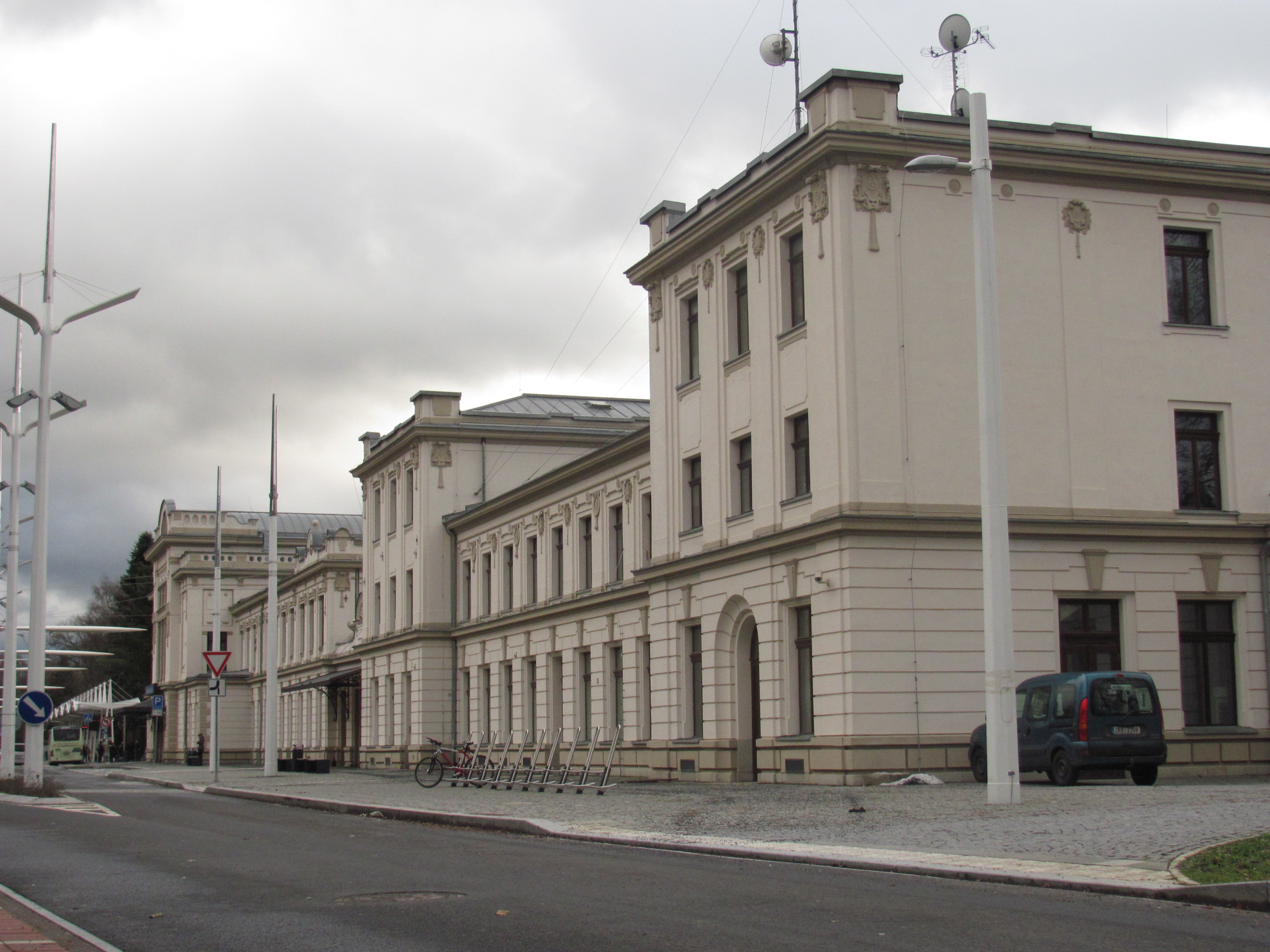
Budova nádraží v roce 2015
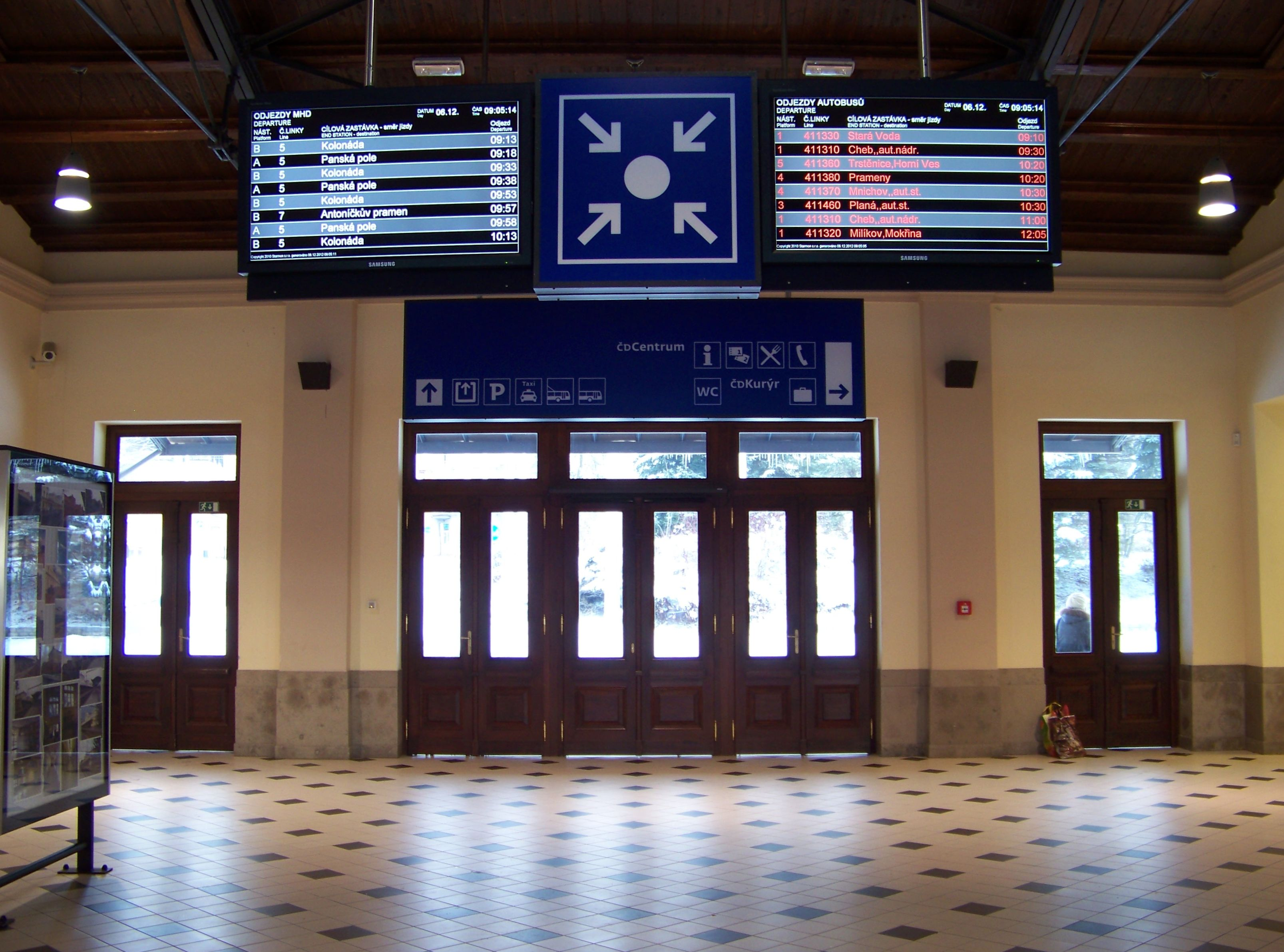
Informační panely na návaznou městskou dopravu v nádražní hale